# Лаге-Звалюве
Лаге-Звалюве (нід. Lage Zwaluwe) — село в нідерландській провінції Північний Брабант. Входить до муніципалітету Дріммелен.
Його площа становить 23,58 км², а населення станом на 2021 рік складало 4 110 осіб.
Перша згадка про населений пункт датується 1291 роком.

## Галерея

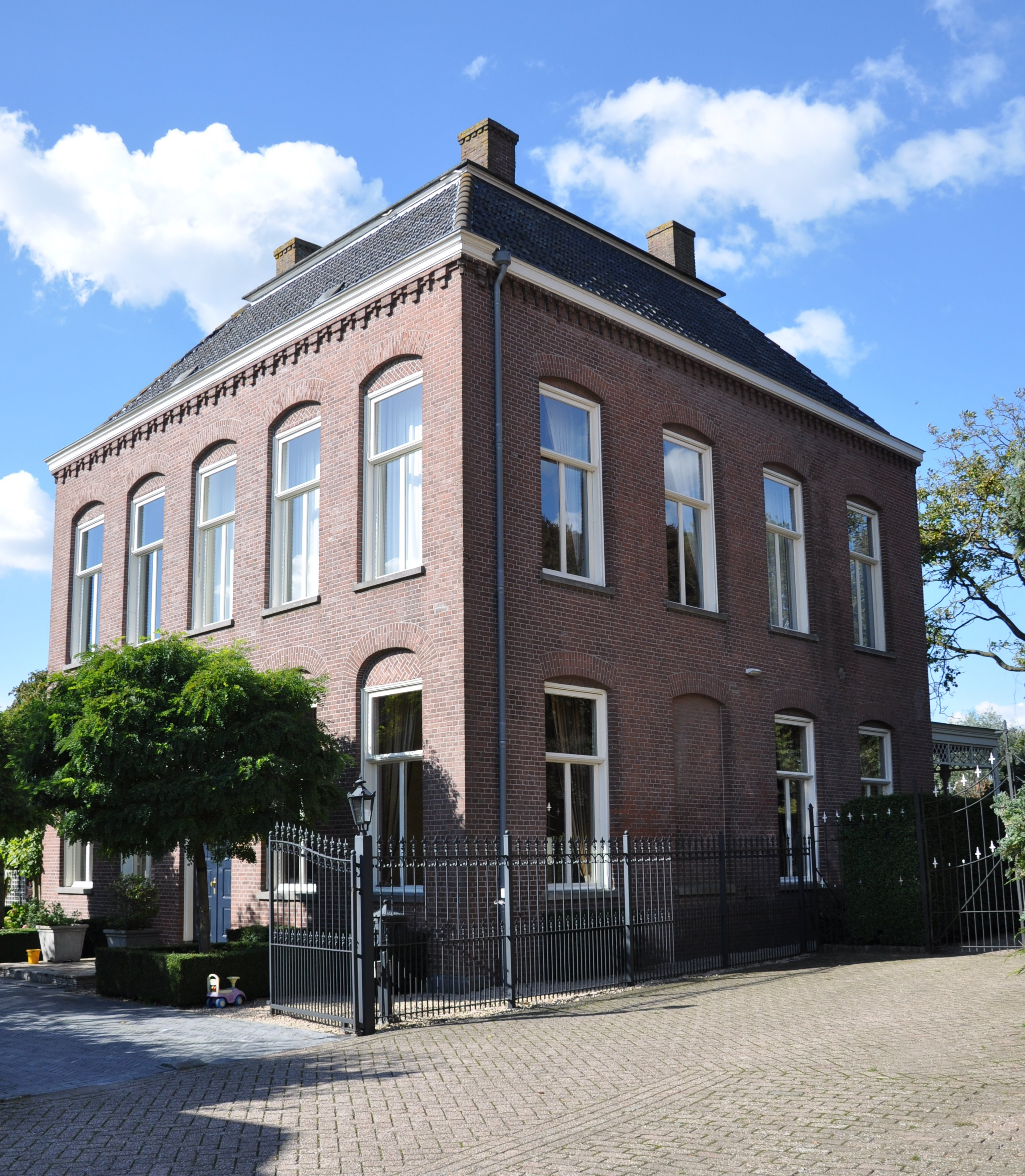
Будинок пошти
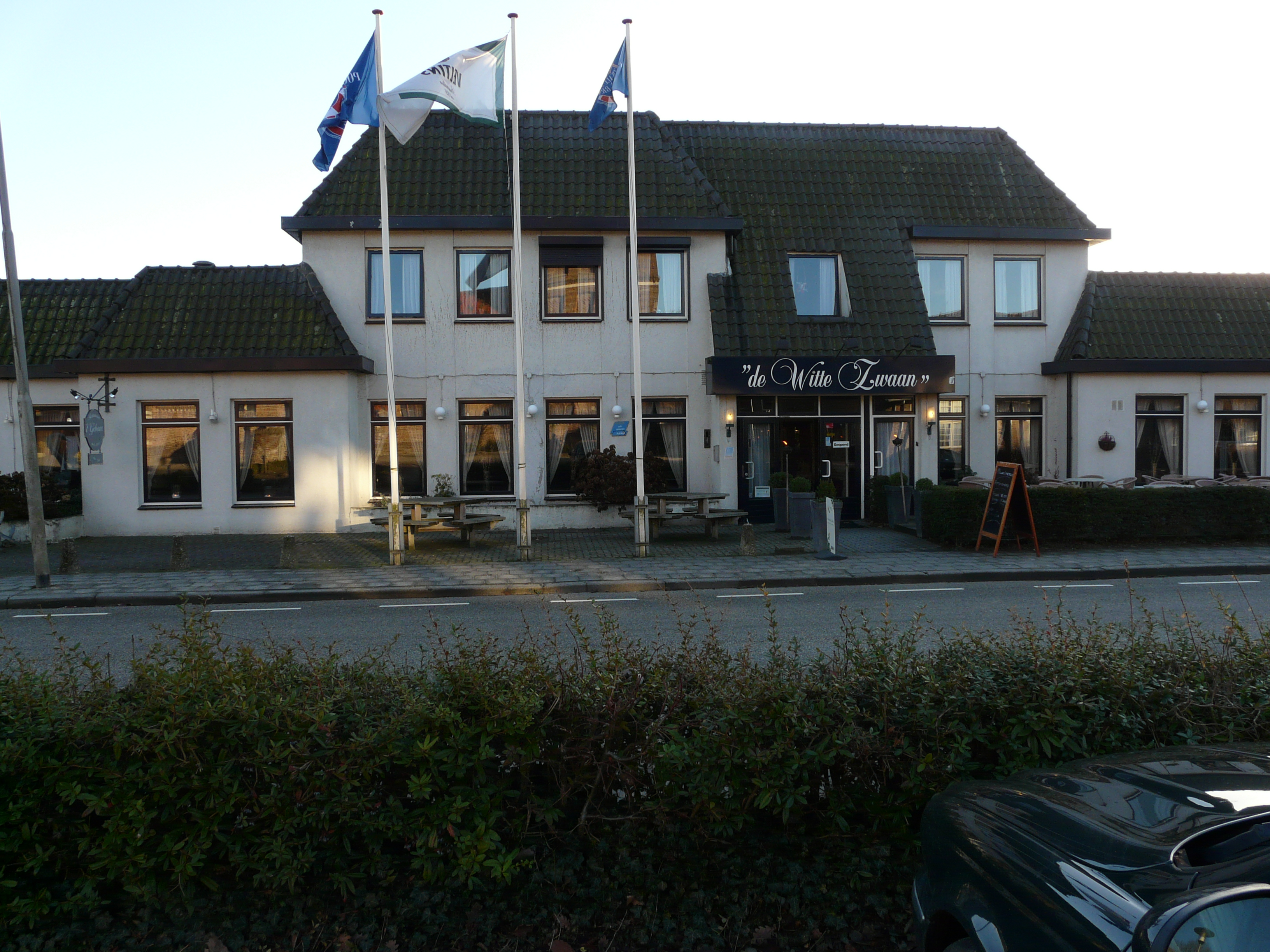
Готель
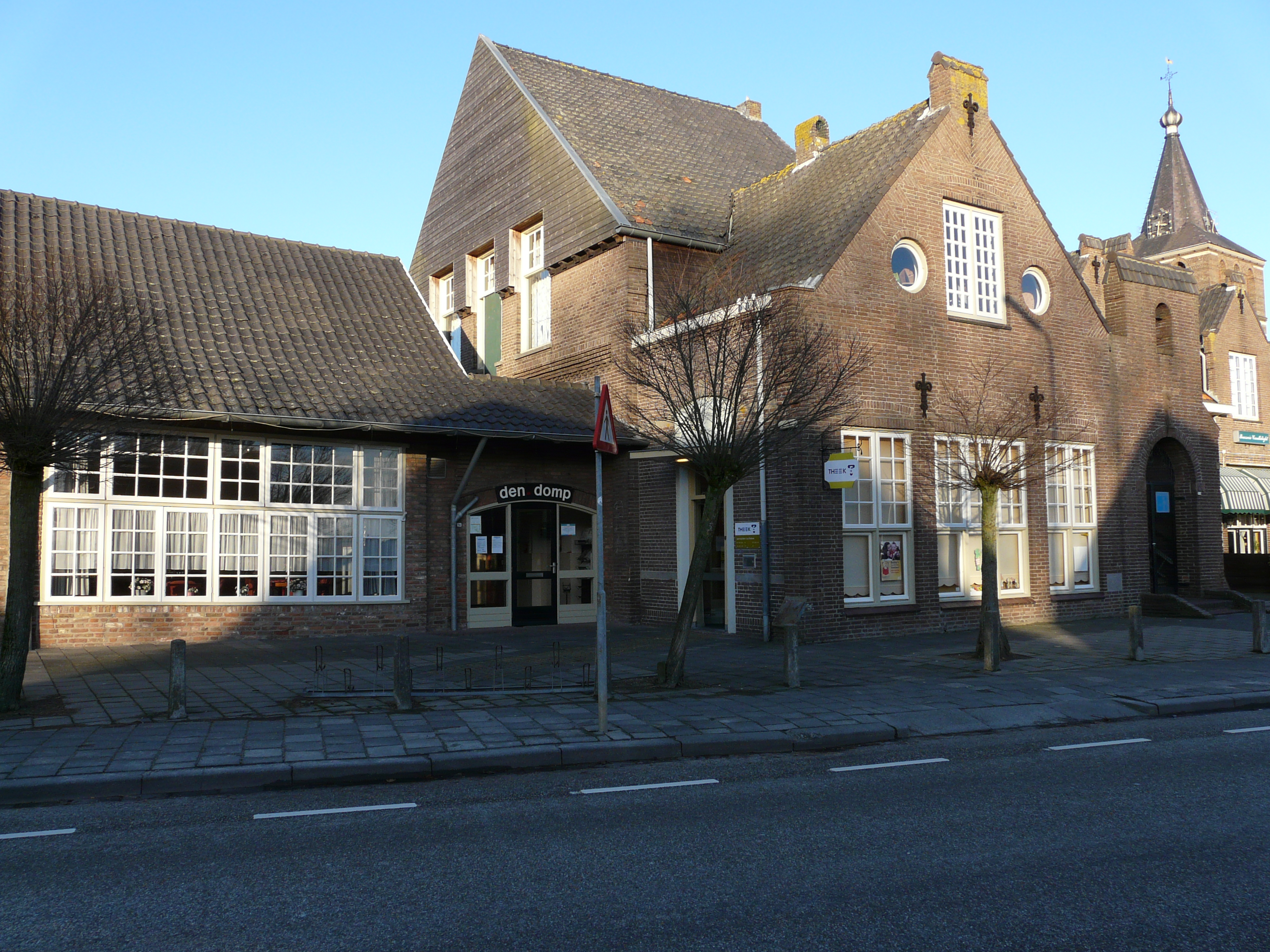
Школа
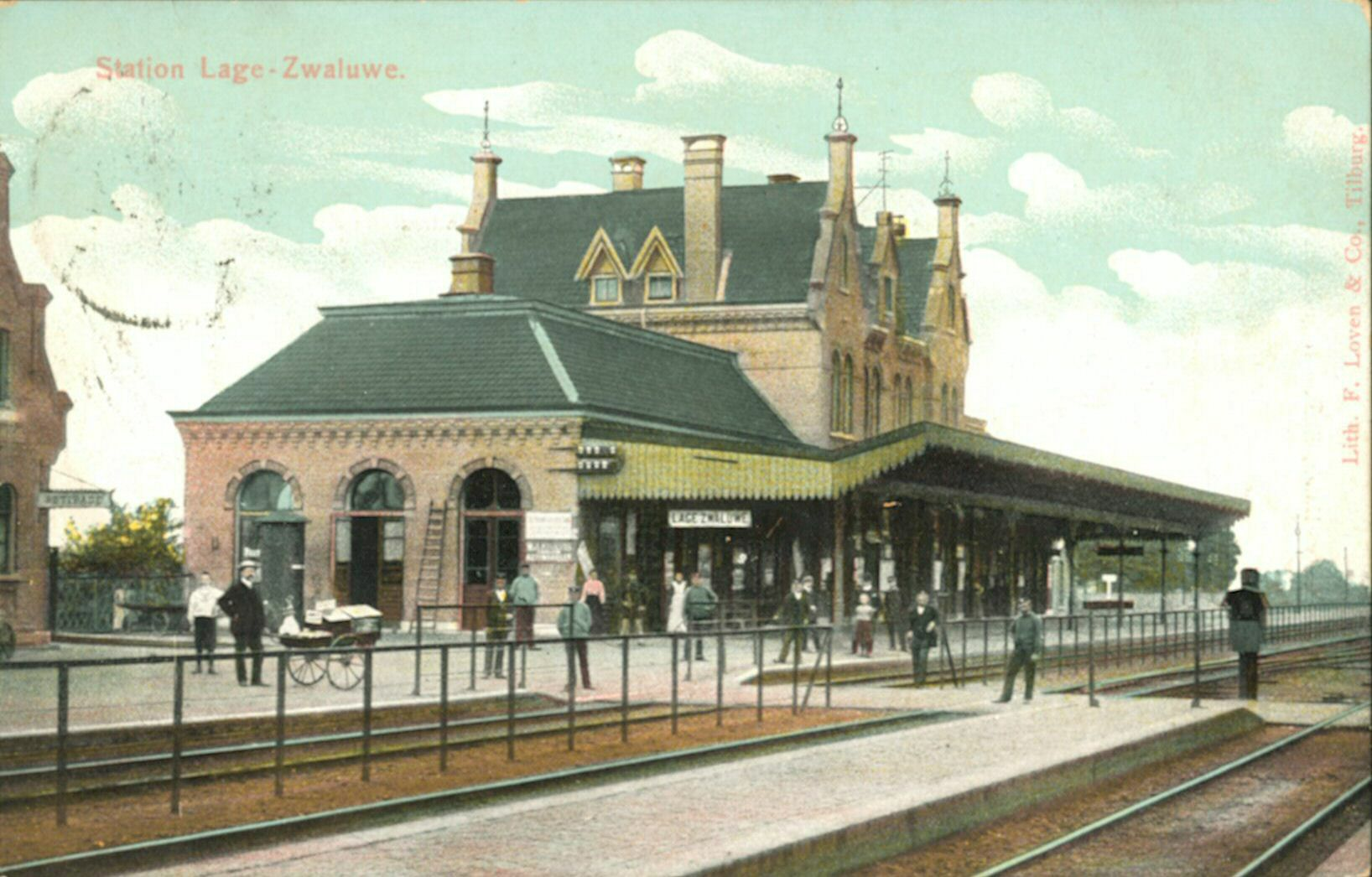
Колишня залізнична станція